# Молода гвардія (музей)
Музей «Молода гвардія» — музей у місті Сорокине (до 2016 р. — Краснодон) Луганської області, присвячений героям-молодогвардійцям, учасникам підпільної організації «Молода гвардія». Найбільше сховище документів з діяльності організації.

## Історія музею
Музей заснований відповідно до постанови бюро Ворошиловградського обкому Компартії України від 13 серпня 1943 року. Відкритий 1 травня 1944 року як філія Ворошиловградського краєзнавчого музею. Перший директор музею, розташованого в будинку Олени Миколаївни Кошової (матері Олега Кошового), — молодогвардієць Анатолій Лопухов. Перший екскурсовод музею — колишня підпільниця з «Молодої гвардії» Ольга Іванцова.
У 1951 році музей переноситься в будівлю клубу інженерно-технічних працівників, а у 1953 році — в будівлю колишньої школи імені 18-го Міжнародного юнацького дня.
Після рішення про будівництво в Сорокине нового сучасного приміщення музею «Молодої гвардії» перший камінь у фундамент нового музею був закладений 4 жовтня 1966 року, а відкритий музей 6 травня 1970 року Героєм Радянського Союзу, льотчиком-космонавтом СРСР Борисом Волиновим. У 1982 році Указом Президії Верховної Ради СРСР музей «Молода гвардія» був нагороджений орденом Дружби народів. А на місці страти сорокинських підпільників споруджений меморіал «Нескорені».
Рішенням Луганської обласної ради від 28 лютого 2007 року музей став обласним.
У 2008–2009 роках будівля музею була реконструйована.

## Експозиція музею
Матеріали музею розповідають про діяльність підпільної комсомольської організації «Молода гвардія» в Сорокине під час німецько-радянської війни. Зібрано понад 20 тисяч експонатів, які поділяються на матеріали з історії «Молодої гвардії» та історії міста Сорокине. У першу частину входять документи, фотографії, особисті речі, нагороди підпільників, а також художні твори з цієї тематики; в іншу — матеріали про відновлення і будівництво міста, документи та речі перших комсомольців і комуністів, стахановців, учасників німецько-радянської війни, Героїв Радянського Союзу і Героїв Соціалістичної праці, а також почесних громадян і видатних людей міста.